# Comandante general de la Marina de Guerra del Perú
El comandante general de la Marina de Guerra del Perú es la más alta autoridad de la Marina de Guerra del Perú. El actual comandante general es el Almirante Federico Javier Bravo De Rueda Delgado 
| Comandante general                     | Rango            | Presidente                             | Inicio del periodo       | Fin del periodo          |
| -------------------------------------- | ---------------- | -------------------------------------- | ------------------------ | ------------------------ |
| Miguel Grau Seminario                  | Capitán de Navío | Mariano Ignacio Prado                  | 1 de junio de 1877       | 13 de julio de 1878      |
| Antonio de la Haza                     | Contralmirante   | Mariano Ignacio Prado                  | 13 de julio de 1878      | 1879                     |
| Juan Francisco Torres Matos            |                  |                                        |                          |                          |
| Fernando Lino Zamudio                  |                  | Fernando Belaúnde Terry                |                          |                          |
| Jorge Luna Ferreccio                   |                  | Fernando Belaúnde Terry                |                          | junio de 1968            |
| Mario Castro de Mendoza                |                  | Fernando Belaúnde Terry                | junio de 1968            | octubre de 1968          |
| Raúl Ríos Pardo de Zela                |                  | Juan Velasco Alvarado                  | 3 de octubre de 1968     | 5 de diciembre de 1968   |
| Alfonso Navarro Romero                 | Vicealmirante    | Juan Velasco Alvarado                  | 5 de diciembre de 1968   | 10 de setiembre de 1969  |
| José Arce Larco                        | Vicealmirante    | Juan Velasco Alvarado                  | 11 de septiembre de 1968 | 10 de setiembre de 1971  |
| Luis Vargas Caballero                  | Vicealmirante    | Juan Velasco Alvarado                  | 1971                     | 1973                     |
| Guillermo Faura Gaig                   | Vicealmirante    | Juan Velasco Alvarado                  | 1974                     | 1975                     |
| Jorge Parodi Galliani                  |                  | Francisco Morales Bermúdez             | 1978                     | 1978                     |
| Carlos Tirado Alcorta                  |                  | Francisco Morales Bermúdez             | 1979                     | 1979                     |
| Juan Egúsquiza Babilonia               |                  | Fernando Belaúnde Terry                | 1980                     | 1980                     |
| Jorge Du Bois Gervasi                  |                  | Fernando Belaúnde Terry                | 1981                     | Diciembre de 1982        |
| Ricardo Zevallos Newton                |                  | Fernando Belaúnde Terry                | Enero de 1983            |                          |
| Gerónimo Cafferata Marazzi             |                  | Fernando Belaúnde Terry                | Enero de 1985            | Diciembre de 1985        |
| Víctor Nicolini del Castillo           |                  | Alan García                            | Enero de 1986            |                          |
| Oscar Jahnsen Raygada                  |                  | Alan García                            | 1989                     |                          |
| Alfonso Panizo Zariquiey               |                  | Alan García                            |                          | 28 de julio de 1990      |
| Luis Montes Lecaros                    |                  | Alberto Fujimori                       | julio de 1990            | diciembre de 1991        |
| Alfredo Arnáiz Ambrosiani              |                  | Alberto Fujimori                       | Diciembre de 1991        | Enero de 1996            |
| Américo Ibárcena                       |                  | Alberto Fujimori                       | Enero de 1996            | 28 de octubre de 2000    |
| Victor Ricardo Ramos Ormeño            |                  | Alberto Fujimori                       | 28 de octubre de 2000    | abril de 2001            |
| Luis Ernesto Vargas Caballero Cooban   |                  | Valentín Paniagua                      | abril de 2001            | 14 de agosto de 2001     |
| Alfredo Palacios Dongo                 |                  | Alejandro Toledo                       | 14 de agosto de 2001     | 13 de noviembre de 2001  |
| Ricardo Arboccó Licetti                |                  | Alejandro Toledo                       | 13 de noviembre de 2001  |                          |
| José Luis Noriega Lores                |                  | Alejandro Toledo                       |                          | 2004                     |
| Jorge Ampuero Trabucco                 |                  | Alejandro Toledo                       | 2004                     | 2006                     |
| Eduardo Darcourt Adrianzén             |                  | Alan García Pérez                      | 2007                     | 1 de enero del 2008      |
| Carlos Gamarra Elías                   | Vicealmirante    | Alan García Pérez                      | 1 de enero del 2008      | 1 de enero del 2009      |
| Rolando Navarrete Salomón              | Vicealmirante    | Alan García Pérez                      | 1 de enero del 2009      | 6 de diciembre del 2010  |
| Jorge de la Puente Ribeyro             | Vicealmirante    | Alan García Pérez Ollanta Humala Tasso | 6 de diciembre del 2010  | 1 de enero del 2012      |
| José Ernesto Cueto Aservi              | Vicealmirante    | Ollanta Humala Tasso                   | 1 de enero del 2012      | 18 de mayo del 2012      |
| Carlos Tejada Mera                     | Vicealmirante    | Ollanta Humala Tasso                   | 18 de mayo del 2012      | 31 de diciembre del 2014 |
| Edmundo Deville Del Campo              | Vicealmirante    | Ollanta Humala Tasso                   | 1 de enero del 2015      | 30 de diciembre de 2016  |
| Gonzalo Nicolás Ríos Polastri          | Vicealmirante    | Pedro Pablo Kuczynski                  | 30 de diciembre de 2016  | noviembre de 2018        |
| Fernando Raúl Cerdán Ruiz              | Vicealmirante    | Martín Vizcarra                        | octubre del 2018         | 31 de octubre del 2020   |
| Ricardo Alfonso Menéndez Calle         | Vicealmirante    | Martín Vizcarra                        | 31 de octubre de 2020    | 3 de agosto del 2021     |
| Alberto Alcalá Luna                    | Vicealmirante    | Pedro Castillo                         | 3 de agosto de 2021      | 3 de agosto de 2023      |
| Luis Polar Figari                      | Vicealmirante    | Dina Boluarte                          | 3 de agosto de 2023      | 5 de agosto de 2025      |
| Federico Javier Bravo De Rueda Delgado | Vicealmirante    | Dina Boluarte                          | 5 de agosto de 2025      |                          |